# Kammerhof (Weissach im Tal)
Der Kammerhof ist ein zum Ortsteil Oberweissach von Weissach im Tal gehörender Weiler im Rems-Murr-Kreis. Er steht auf einer Anhöhe östlich des Dorfes. Der Ort liegt im Naturpark Schwäbisch-Fränkischer Wald.

## Geographie
Der Kammerhof befindet sich auf der nach Westen auslaufenden Bergnase des Klotzbergs zwischen den Talmulden des Brucher Bachs im Süden und seines Zuflusses Däfernbachs im Norden, die zum Bachsystem des Murr-Zuflusses Weißach gehören, auf etwa 313 m ü. NHN Höhe. Der Ort hat etwa ein Dutzend Hausnummern und ist von Streuobstwiesen und Wiesen (nur im Osten) umgeben. Die umliegenden Ortslagen sind Oberweissach im Westen, Bruch im Osten, Wattenweiler im Südosten und Lippoldsweiler im Nordosten.

## Geschichte

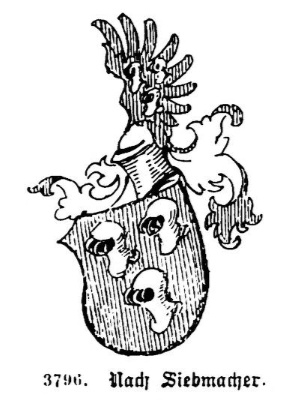
Das Wappen der Herren von Weissach zeigt drei 2:1 angeordnete Kolbenturnierhelme

Nach der Oberamtsbeschreibung von 1871 soll in der Nähe von Oberweissach auf einer Anhöhe ein kleines Schloss gestanden haben. Aufgrund der topographischen Lage auf einer Bergnase und wegen des Ortsnamens, der von einer Kemenate (von caminus = Ofen, Feuerstätte) abgeleitet wird, kann von einem Festen Haus, einer kleinen Burg oder von einem befestigten Fronhof ausgegangen werden. Aufgrund der Nähe zu Oberweissach kommt nur das Geschlecht der Herren von Weissach als Besitzer in Frage. 1253 wird ein Wolfrad von Weissach (Wolfrado de Wyzahe) als Dienstmann der Markgrafen von Baden erwähnt. 1290 erscheint ein Konrad von Weissach (Cvnradus de Wizach) und 1344 ein Berthold von Weissach. 1349 veräußerte Rudolf von Niederweissach (das ist das heutige Unterweissach) dem Augustiner-Chorherrenstift Backnang ein Lehen zu Oberweissach. 1358 werden die Edelfrauen Elisabeth und Agnes von Weissach erwähnt, die als Nonnen im Kloster Mariental lebten und ihre Güter dem Stift vermachten. 1460 erscheinen noch Eberhard, Berthold und Rorn von Weissach auf einer Wohltäterliste des Stifts Backnang. Im 15. Jahrhundert starb das Geschlecht aus.
Mit dem Untergang der Herren von Weissach dürfte der befestigte Hof verfallen sein. Letzter Rest könnte ein auffällig tiefer und massiv gemauerter Keller unter einem Haus des Weilers sein.

### Einwohnerentwicklung
- 1808: 10 Einwohner[2]
- 1871: 24 Einwohner[3]
- 1886: 15 Einwohner[4]
- 1896: 16 Einwohner[5]